# Vilhelm 5. af Hessen-Kassel
Vilhelm 5. (tysk: Wilhelm V) (13. februar 1602 – 21. september 1637), også kaldet Vilhelm den Standhaftige, (tysk: Wilhelm der Beständige) var landgreve af Hessen-Kassel fra 1627 til sin død i 1637. Han var søn af Landgreve Moritz af Hessen-Kassel og Grevinde Agnes af Solms-Laubach.